# Розріз баговицької свити (Устя)
Розріз баговицької свити — геологічна пам’ятка природи місцевого значення в Україні. Розташована на лівому березі річки Дністер, за 0,4 км нижче гирла річки Мукша, в межах Кам'янець-Подільського району Хмельницької області.

## Загальний опис
Пам'ятка природи створена для збереження унікального стратиграфічного профілю силурійських осадових порід. Розріз представлений мукшанською підсвитою баговицької свити, яка є важливим об'єктом для геологічних та палеонтологічних досліджень.
Загальна площа пам’ятки становить 3,1 га. Заповідана рішенням Хмельницького облвиконкому № 278 від 4 вересня 1982 року.  
Користувачем території є сільська рада села Устя Кам’янець-Подільського району.

## Охоронний режим
Геологічна пам’ятка природи входить до складу природно-заповідного фонду України та охороняється як національне надбання.  
На території заборонена діяльність, що може завдати шкоди пам’ятці, зокрема:
- будівництво та господарська діяльність, що змінює природний ландшафт;
- проведення геологорозвідувальних робіт та добування корисних копалин;
- порушення ґрунтового та рослинного покриву;
- засмічення території та інші дії, що можуть спричинити деградацію природного об'єкта[1].

## Використання
Розріз баговицької свити може використовуватися у:
- наукових;
- освітніх;
- туристичних;
- природоохоронних цілях.

## Галерея

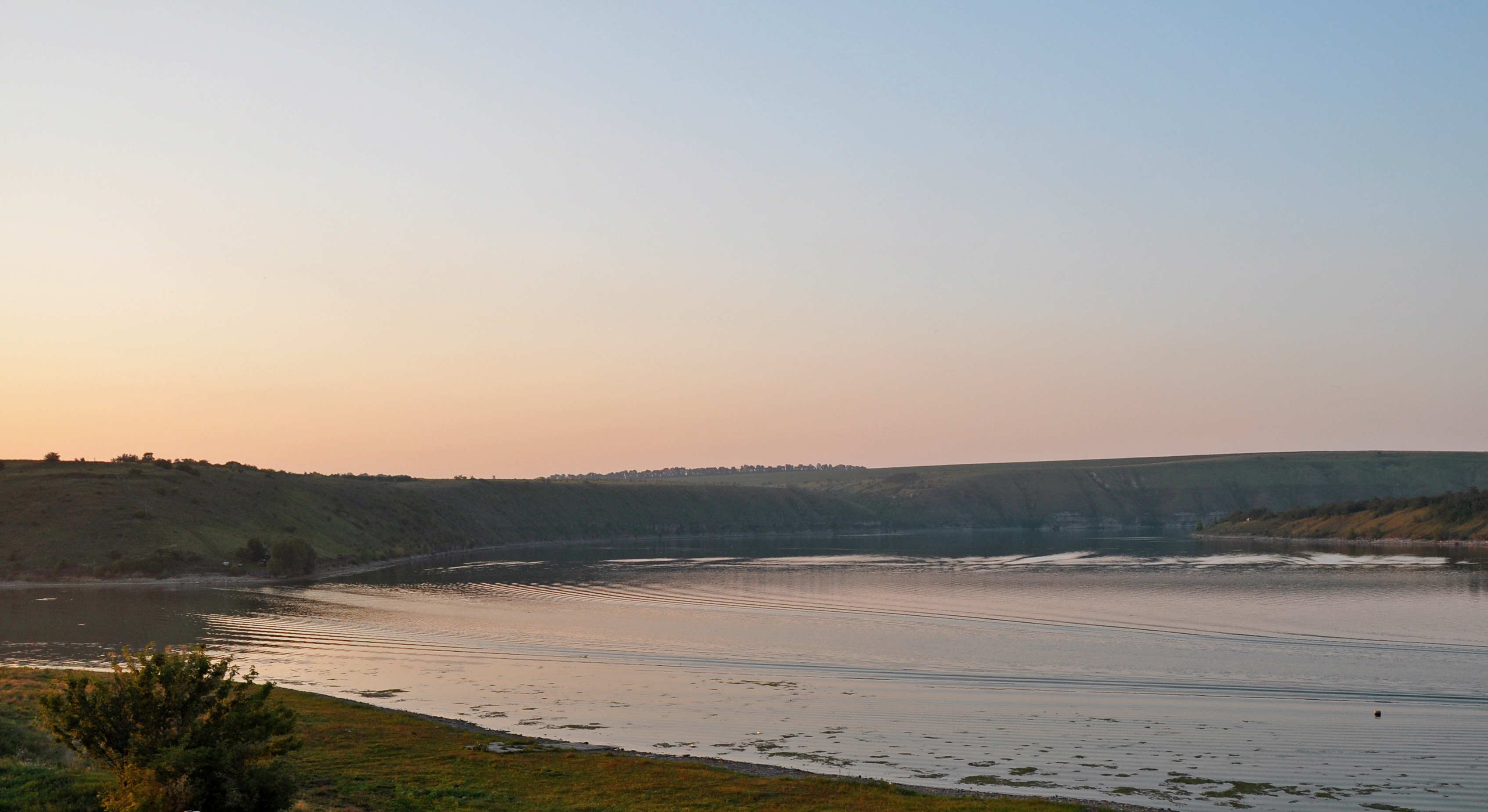
Геологічний розріз силурійських відкладів